# V moej smerti prošu vinit' Klavu K.
V moej smerti prošu vinit' Klavu K. (in cirillico В моей смерти прошу винить Клаву К., lett. "Chiedo di incolpare Klava K. per la mia morte") è un film del 1979 diretto da Nikolaj Ivanovič Lebedev.

## Trama
Serёža aveva quattro anni. Si è innamorato di Klava a prima vista e per tutta la vita. Le ha portato matite, pennarelli, un barometro della famiglia, le ha dato da mangiare un gelato al caffè Mir e l'ha visitata durante la sua malattia. E a quindici anni ha scoperto che amava un altro.